# Sonetoid
Sonetoid - forma literacka pochodząca od sonetu, występująca w tłumaczeniach sonetów na inne języki, zachowująca treść tłumaczonego sonetu i konstrukcję (4+4+3+3), ale bez konieczności rymowania. Może być też samodzielnym wierszem, sonetem bez rymów. Sonetoidy są pisane często wierszem wolnym. Utwory tego typu tworzył między inni chilijski noblista Pablo Neruda (Cien sonetos de amor).